# 볼레스와프 비에루트
볼레스와프 비에루트(Bolesław Bierut, 폴란드어 발음: [bɔˈlɛswaf ˈbʲɛrut], 출생 당시 이름은 볼레스와프 비에르나츠키 (Bolesław Biernacki), 1892년 4월 18일 ~ 1956년 3월 12일)는 폴란드의 공산주의 혁명가이다. 제2차 세계대전 중 소비에트 사회주의 공화국 연방의 붉은 군대와 폴란드 노동당의 국민해방위원회에 의해 폴란드가 나치로부터 해방되고 폴란드 인민공화국이 건국되면서 국가 지도자가 되었다.

## 생애
1892년 루블린 근교의 예주이츠키에(Jezuickie)에서 태어났으며 1912년 폴란드 사회당에 입당하였으며, 1918년 폴란드 공산당을 창당하였다. 그는 폴란드 공산당과 코민테른에서 여러 당직을 거치며 폴란드 혁명을 위해 활동하였다. 
1920년대와 1930년대에 걸쳐 그는 공산주의 운동을 탄압하던 폴란드 정부에 의해 체포되어 여러차례 투옥되었고, 1938년 소련으로 망명하여 폴란드 임시정부를 이끌었다. 1938년 그의 주도 하에 폴란드 공산당은 폴란드 노동자당으로 변경했다.
1944년 폴란드 해방 이후 다시 귀국하였으며, 1946년 폴란드 인민투표에서 대통령으로 당선되었다. 대통령 재임시절 그는 폴란드의 전후재건을 도운 경제개발 3개년 계획을 시행하였으며, 이와 동시에 코민포름에 가입하여 소련과의 친교를 강화하였다.
1956년 3월 12일 모스크바에서 니키타 흐루쇼프가 "스탈린 시대의 범죄들"을 주장한 소련 공산당의 20회 대회에 참석하던 중에 사망하였다.